# Sobasina yapensis
Espèce
Sobasina yapensis est une espèce d'araignées aranéomorphes de la famille des Salticidae.

## Distribution
Cette espèce est endémique des îles Yap dans les États fédérés de Micronésie,.

## Description
Les mâles mesurent de 2,1 à 2,3 mm et les femelles de 2,9 à 3,2 mm. Cette araignée est myrmécomorphe.

## Étymologie
Son nom d'espèce, composé de yap et du suffixe latin -ensis, « qui vit dans, qui habite », lui a été donné en référence au lieu de sa découverte, les îles Yap.

## Publication originale
- Berry, Beatty & Prószyński, 1998 : Salticidae of the Pacific Islands. III. Distribution of Seven Genera, with Description of Nineteen New Species and Two New Genera. Journal of Arachnology, vol. 26, no 2, p. 149-189 (texte intégral).